# فرانكافيلا ماريتيما
فرانكافيلا ماريتيما (بالإيطالية: Francavilla Marittima) هي مدينة وبلدة في مقاطعة كزنسة في منطقة قلورية بجنوب إيطاليا، يوجد بها تلة تيمبون ديلا موتا، التي كانت موقعا لمستعمرة وملاذ لشعب إينوتريون، واليونان القديمة.